# Sisyrnodytes aterrimus
Sisyrnodytes aterrimus är en tvåvingeart som beskrevs av Engel 1929. Sisyrnodytes aterrimus ingår i släktet Sisyrnodytes och familjen rovflugor. Inga underarter finns listade i Catalogue of Life.